# 久弥直樹
久弥 直樹（ひさや なおき、本名：林 直樹〈はやし なおき〉）は、日本のゲームシナリオライター、脚本家、小説家。大阪府出身。山羊座。愛称は「ひさやん」。俗称は「鹿」。
Tactics（ネクストン）、Key（ビジュアルアーツ）、SIESTAを経て、現在はフリーライターとして活動し、個人サークル「CorkBoard」を運営している。

## 人物
「Tactics」で『ONE 〜輝く季節へ〜』、『MOON.』の脚本、Key設立後は『Kanon』の企画原案とシナリオを手掛けた。が、『AIR』の企画進行中に別の企画を独自に進行しているとの情報が提供された後、ビジュアルアーツを退社した。その作品が何であるか、またどういう作品であったのかは一切明かされていない。
その後は個人サークルなどで同人活動を行っていたが、そちらも彼のホームページに夏コミ不参加の投稿の後、更新が長らく止まっており、現状がまったく把握できない状況が続いた。
2003年には「Black box」（後述のゲームブランド「SIESTA」の前身となる同人サークル）にて『Limit Off』を発表し、ライターとしての活動を再開する。主題歌である「Real intention」では久弥初となる作詞を担当した。しかし2003年8月以降、情報が途絶え、凍結状態となった。それから1年後の2004年秋にゲームブランド「SIESTA」が発足、2005年12月9日に発売された『MOON CHILDe』で、サブライターとしての参加ではあるが無事復活を果たす。『Kanon』発売より6年越しの、文字通り待望の作品発売となった。
2006年7月に「SIESTA」の新作が発表されたがそこに久弥の名前は無く、個人サイトの更新も途絶えたままなので再び消息不明を心配されたが、翌月には、イラストレーター七尾奈留の同人サークル「あいすとちょこ」と合同という形でコミックマーケット70に参加を表明、翌年度の活動の中心となる『sola』の原型となる企画本を発表し、以降久弥の活動は『sola』を中心としたものに移る。
2007年には、テレビアニメ版『sola』で原案と同時に自らが一部脚本を担当した。メディアミックスの一環として『電撃大王』に掲載されたコミック版『sola』（2008年2月に連載終了。作画：阿倍野ちゃこ）でも原案を担当しており、これはコミック版を中心としたスピンオフドラマCDとしても展開され、久弥もその監修に携わった。
2012年7月14日、『久弥直樹×岸田メル新作「サクラカグラ」プロジェクト』の始動が発表され、2014年2月には星海社からの小説出版が決まった。久弥の長編小説は本作が初。また同年3月には『sola』から7年ぶりの新作アニメーション『天体のメソッド』(キャラクター原案QP:flapper)が発表され、原案・脚本として参加した。『サクラカグラ』と『天体のメソッド』の2作品は株式会社インフィニットによってプロデュースされており、インフィニット代表の永谷敬之とは『sola』以来3作品続いての共作となる。
2018年10月18日、同日発売のPS4用ゲーム『CRYSTAR -クライスタ-』ではプロット・シナリオを担当。「4Gamer.net」でのインタビューでは、ディレクターの林が立ち上げた企画へ「基本設定など、大まかなところはすでに存在していたので、そこに自分が描きたいことや、必要なキャラクターなどを追加していった」と語っている。

## 主な作品

### ゲーム
- MOON.（1997年 Tactics） - 脚本
- ONE 〜輝く季節へ〜（1998年 Tactics） - 脚本
- Kanon（1999年 Key） - 企画・シナリオ
- MOON CHILDe（2005年 SIESTA） - シナリオ
- CRYSTAR -クライスタ-（2018年 フリュー） - プロット・シナリオ
- クライマキナ/CRYMACHINA（2023年 フリュー） - シナリオ監修[5]

### テレビアニメ
- sola（2007年） - 原案・脚本
- 天体のメソッド（2014年・2019年） - 原案・脚本

### 小説

#### 単行本
- サクラカグラ（2014年5月 - 星海社FICTIONS 既刊1巻） - イラスト：岸田メル
- 彼女たちが綴じる世界（2016年12月 一迅社） - イラスト：渡辺明夫

#### 単行本未収録
- ヒナタノアリカ - 初出：「メカビ」Vol.2（2006年12月 講談社）

#### 同人活動『Cork Board』
- Four Rain（1999年 夏コミ コミケ56 発刊日：1999年8月15日）
- first snow（1999年 冬コミ コミケ57 発刊日：1999年12月19日）
- ONE's MEMORY（1999年 夏コミ コミケ57 発刊日：1999年12月26日）
- SEVEN PIECE（Cレヴォ27 発刊日：2000年5月14日）
- innocent 2000年 夏コミ コミケ58 発刊日：2000年8月13日）
- ONE's MEMORY remake（Cレヴォ28 発刊日：2000年10月29日）
- Kanon another story if（2000年 冬コミ コミケ59 発刊日：2000年12月30日）
- HINATA（2001年 冬コミ コミケ61 発刊日：2001年12月30日）
- MOON. anecdote（2002年 夏コミ コミケ62 発刊日：2002年8月11日）
- SEVEN PIECE REMAKE "PIECE II"（Cレヴォ32 発刊日：2002年10月6日）
- Real intention（Cレヴォ33 発刊日：2003年4月29日）